# Hauviné
 Hauviné  es una población y comuna francesa, en la región de Champaña-Ardenas, departamento de Ardenas, en el distrito de Vouziers y cantón de Machault.
Está integrada en la Communauté de communes de l'Argonne Ardennaise.
Se encuentra a orillas del río Arnes, junto al límite con el departamento de Marne.

## Demografía
| 432 | 568 | 435 | 548 | 675 | 644 | 696 | 705 | lac. | lac. | 634 | 586 | 597 | 565 | 570 | 518 | 480 | 498 | 461 | 476 | 294 | 301 | 308 | 325 | 312 | 321 | 310 | 297 | 258 | 229 | 221 | 232 | 271 |
| Para los censos de 1962 a 1999 la población legal corresponde a la población sin duplicidades (Fuente: INSEE [Consultar]) |     |     |     |     |     |     |     |      |      |     |     |     |     |     |     |     |     |     |     |     |     |     |     |     |     |     |     |     |     |     |     |     |